# Fritz Leonhardt
Fritz Leonhardt (Stoccarda, 12 luglio 1909 – Stoccarda, 30 dicembre 1999) è stato un ingegnere tedesco.
È ritenuto uno dei progettisti di ponti più significativi del XX secolo. Il suo libro Brücken. Ästhetik und Gestaltung ("Ponti, estetica e design"), pubblicato nel 1982 e tradotto in più lingue, è considerato un classico nella comunità dei progettisti di ponti.

## Biografia

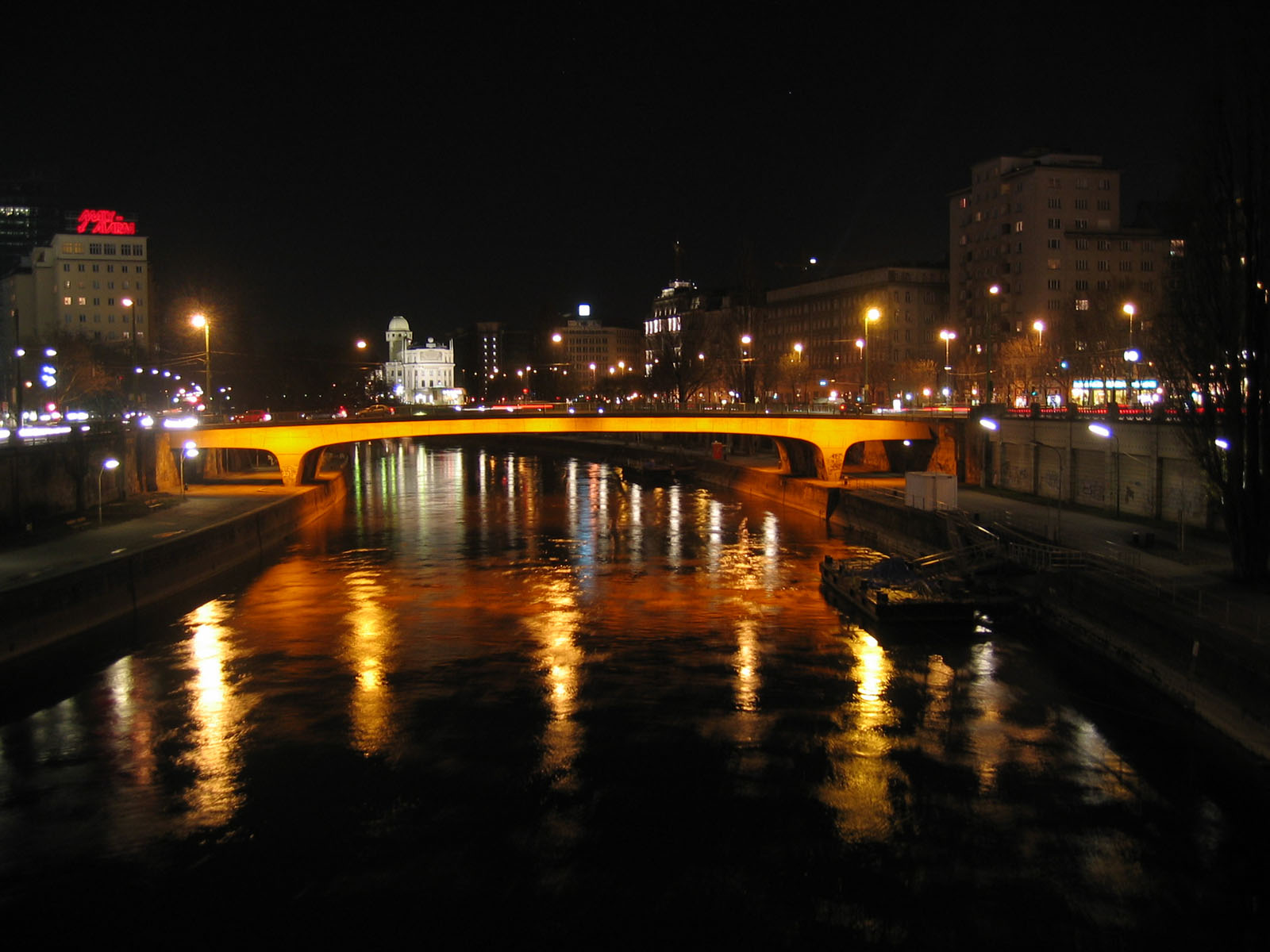
Schwedenbrücke, Urania (Vienna)

Nato a Stoccarda nel 1909, Leonhardt studia diplomandosi nel 1927 al Dillmann-Realgymnasium (oggi Dillmann-Gymnasium) e si laurea alla Technischen Hochschule Stuttgart e alla Purdue University di West Lafayette (Indiana) negli USA. Nel 1934 lavora con la Amministrazione tedesca delle autostrade e collabora con Paul Bonatz e molti altri. Alla giovane età di 28 anni fu ingegnere capo per il progetto del ponte di Rodenkirchen a Colonia. Nel 1939 fonda un Ingenieurbüro ancora noto oggi, dopo la rifondazione nel 1953, insieme all'ing. Wolfhardt Andrä lo Ingenieurbüro Leonhardt, Andrä und Partner (LAP).
Dal 1958 al 1974 insegnò "Progetti di cemento-armato e cemento armato precompresso" all'Università di Stoccarda di cui fu anche Rettore nel periodo dal 1967 al 1969. Ricevette sei lauree ad honorem da altrettante Università ed è stato membro onorario di diverse e importanti università di ingegneria oltre a numerosi premi compreso il Werner-von-Siemens-Ring, la Medaglia d'onore intitolata a "Emil Mörsch", la Medaglia "Freyssinet" e la Medaglia d'oro dell'Institution of Structural Engineers.
Nel 1981 vince il Award of Merit in Structural Engineering conferito dalla associazione internazionale IVBH. Nel 1982 diventa socio della Heidelberger Akademie der Wissenschaften. La tomba si trova presso il Waldfriedhof Stuttgart.

## Principali progetti e realizzazioni

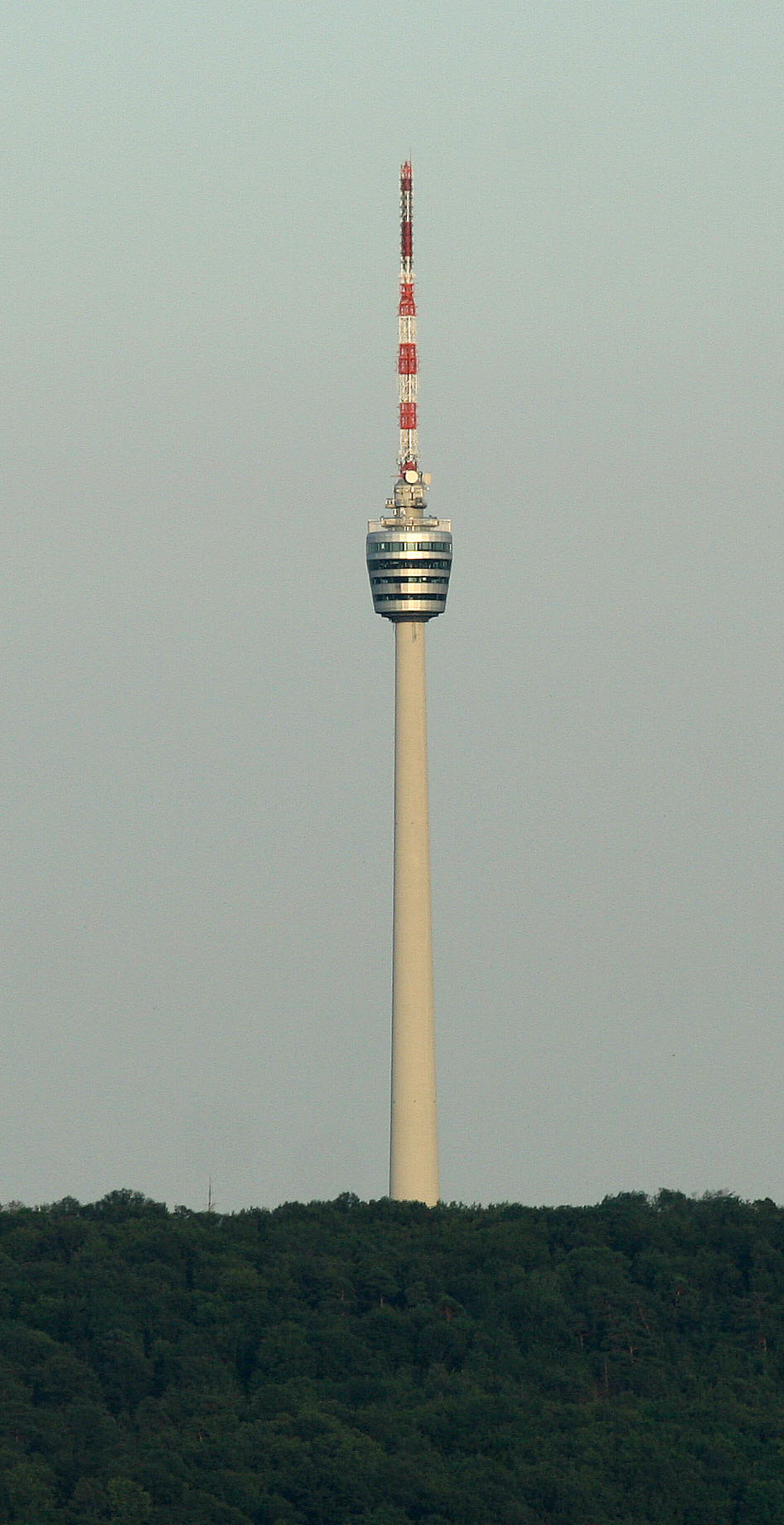
Fernsehturm Stuttgart, la prima moderna torre televisiva di Stoccarda

Le sue più grandi opere comprendono: 
- 1934–1938: Diversi ponti autostradali, fra cui il primo Sulzbachviadukt presso Denkendorf
- 1938: ponte di Rodenkirchen a Colonia, all'epoca il ponte sospeso più grande d´Europa
- 1938–1941: Adolf-Hitler-Brücke con Paul Bonatz
- 1948: Deutzer Brücke con Gerd Lohmer, primo ponte a cassoni del mondo
- 1950: Neckarkanalbrücke presso Heilbronn
- 1951: Mülheimer Brücke con Wilhelm Riphahn, primo al mondo con materiali ortotropici
- 1955: Schwedenbrücke a Vienna
- 1953–1956: La torre della televisione di Stoccarda, prima torre a cemento precompresso del mondo, con Erwin Heinle
- 1969: Progetto di un ponte strallato di 1300 m di campata centrale al Concorso Internazionale di idee per l'attraversamento stabile stradale e ferroviario dello Stretto di Messina - 1º Premio ex aequo - Coprogettista del Gruppo Lambertini
- 1957-1976: diversi ponti strallati a Düsseldorf.
- 1958–1959: Severinsbrücke con Gerd Lohmer
- 1961: Ferdinand Leitner Steg a Stoccarda con Wolfhardt Andrä
- 1967: ponte sospeso sopra lo Stretto di Messina, studio
- 1967: padiglione tedesco per Expo 67 a Montréal
- 1966–1968: Heinrich-Hertz-Turm di Amburgo con Fritz Trautwein e Rafael Behn
- 1969: Fernmeldeturm Waghäusel con Erwin Heinle
- 1972: Zeltdach des Münchner Olympiastadions, studio
- 1972: Bickensteg a Villingen-Schwenningen
- 1975–1978: Neckartalbrücke Weitingen
- 1978: Ponte strallato Pasco-Kennewick bridge in U.S.A.
- 1979: viadotto del Kocher, con Hans Kammerer come architetto, Wayss & Freytag AG
- 1981: Ponte Helgeland Bridge in Norvegia.
- 1981: Colonius Fernsehturm, architetto Erwin Heinle
- 1992: Galata-Brücke, Istanbul

## Scritti
- (DE) Spannbeton für die Praxis, Berlino, Verlag Ernst, 1973, ISBN 3-433-00541-9.
- (DE) Ingenieurbau – Bauingenieure gestalten die Umwelt, Darmstadt, Carl Habel Verlag, 1974.
- (DE) Brücken. Ästhetik und Gestaltung, Stoccarda,, DVA-Deutsche Verlags-Anstalt, 1982, ISBN 3-421-02590-8.
- (DE) Baumeister in einer umwälzenden Zeit (Memoiren), Stoccarda, Deutsche Verlags-Anstalt, 1984, ISBN 3-421-02815-X.